# Andrés García, Macuspana
Andrés García är en ort i Mexiko.   Den ligger i kommunen Macuspana och delstaten Tabasco, i den sydöstra delen av landet, 700 km öster om huvudstaden Mexico City. Andrés García ligger 4 meter över havet och antalet invånare är 139.
Terrängen runt Andrés García är mycket platt. Runt Andrés García är det ganska tätbefolkat, med 67 invånare per kvadratkilometer. Närmaste större samhälle är Macuspana, 16,3 km söder om Andrés García. Trakten runt Andrés García består till största delen av jordbruksmark.